# Sumber Rejo (Tempel)
Sumber Rejo is een bestuurslaag in het regentschap Sleman van de provincie Jogjakarta, Indonesië. Sumber Rejo telt 4218 inwoners (volkstelling 2010).